# Park Thabor, Rennes
Park Thabor ali Thabor se nahaja v mestu Rennes v bližini centra mesta. Je javni park zgrajen na več kot deset hektarjih, katerega značilnost je, da se pomešajo francoski vrt, angleški vrt in velik botanični vrt. Njegovo ime se nanaša na goro s pogledom na Genezareško jezero (tudi Tiberijsko jezero) v Galileji v Izraelu, na goro Tabor.
Par Thabor je razvrščen med prestižne vrtove tipa 1 (Jardin de prestige de type 1), kar pomeni veliko vzdrževanja za izpolnitev visokih zahtev, strukturiran vrt s cvetličnim okrasom različnih vrst glede na sezono.

## Zgodovina

### Poreklo
Prvotno je bil park na vzpetini, na nadmorski višini 56 metrov in je obvladoval mesto Rennes, katerega višina se giblje med 20 in 74 metrov. Prvi zapisi segajo v leto 1610 kot je ugotovil Paul Banéat, kustos arheološkega muzeja v začetku dvajsetega stoletja. Benediktinci so poimenovali grič kot Thabor v bibliji. 
V srednjem veku in starem francoskem režimu, utrdbe niso omogočile razširitve vrta: samo zemljišča samostana so bila dovolj velika, da so omogočala ustvarjanje sadovnjakov in vrtov. 
Teren Thabora je bil dolgo odvisen od opatije Saint-Melaine, kjer so se v glavnem uporabljali sadovnjak. V sedemnajstem stoletju so menihi benediktinci odprli svoje vrtove, vendar pa so bili rezervirani za moške.  Po velikem požaru leta 1720 je Thabor postal začasen sedež škofa. Zgrajena je bila škofovska palača in del vrtov je postal zaseben. 

### Le Thabor - javni park
V času revolucije so vsa cerkvena posestva podržavili. 10. maj 1793 je Rennes postal lastnik zemljišča, kar je bila posledica izmenjave z državo. Hospic v Catherinettes in stavbe Saint-Melaine in njen vrt so postali splošna bolnišnica. Odprta je bila javna pot do preostalih delov vrta.
Odlok z dne 25. februarja 1795 je zahteval vzpostavitev centralne šole v vsakem glavnem mestu departmaja. Država je izbrala škofovsko palačo za centralno šolo, naravoslovno-zgodovinski muzej, muzej zgodovine umetnosti in botanično šolo. Botanična šola in škofov vrt je postal botanični vrt in dobil novo ime Jardin des plantes. Ustanovitev botaničnega vrta in njegove zbirke rastlin je delo profesorja Jeana Danthona. Od 1807-1840, je Jardin des Plantes vodil profesor Jean-Yves Vincent Degland (1787-1856), takratni Pontaillé. 1. maja 1802 je zakon odpravil centralne šole: ta je bila zaprta leta 1805, mesto pa je povrnilo stroške Naravoslovnemu muzeju in botanični šoli.
Ob podpisu konkordata leta 1801, je škof dobil svojo palačo, vendar so vrtovi ostali last mesta. Nastal je vir dolgotrajnih konfliktov, saj je imela palača škofa le dostop do vrta. Mesto je odprlo dostop iz ulice Fougères, vendar je škof delal težave obiskovalcem. Leta 1812 je odprtje dostopa na ulico Palestine rešilo problem. Med letoma 1811-1814 se je vnela pravna bitka med škofom, ki je želel svojo staro pravico in mestom Rennes. Leta 1814 je Britanije Louis XVIII. poslal grofa Ferrièresa, posebnega komisarja, da je odločil, da se lahko škof obnovil svoj nekdanji vrt: javno sprehajališče se je s tem skrajšalo.

### Širitve
Mandat župana Louisa de Lorgerila (1821-1830) je zaznamoval nakup parcel, da se poveča park, in s tem izogne škofiji: nakup zemljišča Grosco leta 1823 je omogočil lažji dostop do promenade. Leta 1826 so porušili cerkev svetega Janeza, ki se je nahajala poleg Notre-Dame-en-Saint-Melaine, zapuščena od časa revolucije, in s tem odpre St. Melaine nov vhod.
Leta 1845, po ponovnem razvoju projektov v okviru ustanovitve vrtnarske šole, so uredili pravokotne cvetlične prostore po botanični klasifikaciji.
Park Thabor se je razširil tudi v mandatu Robinota Saint-Cyra (1861-1867), ki je vodil zelo aktivno politiko pridobivanja posesti:
- 1860: pridobitev "La Vigne« od Deschampsa.
- 1864 Častiti očetje karmeličani so prodali parcelo velikosti 9374 m2 med Pariško ulico in Thaborjem. Isto leto je župan pridobil lastništvo gospe Lencé, ki se je nahajalo vzhodno od Thabora "teren košut".
- 1865 zemljišča južno od Tabor v lasti Esnoufa Riberta in Gougeona Léofantija so bile razlaščene.

### Razvoj pod Denisom in Eugènom Bühlerjem
Kot posledica teh širitev, je bil razvoj med letoma 1866 in 1868 zaupan bratom Bühler, vrtnarjem in krajinskim arhitektom, pod nadzorom Charlesa Oberthüra.
Poleg francoskih vrtov, ki jih župan posebej zahteval, je Denis Bühler predlagal, da se ustvari prvi urejen vrt v Rennesu in premaknejo vrtne rastline zahodno od Oranžerije. Ta premestitev je vključevala gradnjo šole botanike, sadjarstva, zelenjadarstva in zdravilstva; projekt je bil le delno realiziran.
Konflikt je nastal med oblikovalcem vrtov Denisom Bühlerjem in konservativnim profesorjem vrtnih rastlin Jean-Baptiste Martenotom, mestnim arhitektom. To občutljivo ravnanje med različnimi akterji, predvsem pa visoki stroški projekta (100.000 zlatih frankov) je imelo za posledico poziv mesta, ki je zahtevalo leta 1867 da Buhler oblikuje le celovite načrte, ki je podprlo mesto. To je privedlo do upočasnitve dela.
Rastlinjaki, ptičje kletke, Oranžerija in glasbeni paviljon so bili narejeni po željah občinskega arhitekta Jean-Baptiste Martenota. Kipi kiparja Charlesa Lenoirja so bili nameščeni med letoma 1890 in 1895, kot tudi kopije skulptur iz Versaillesa, ki so bile predstavljene v Parizu leta 1889, nato pa so jih namestili 1895. 

### Prilagoditev v 20. stoletju
Najnovejše dodatki so bili narejeni ob koncu devetnajstega stoletja s prenosom Urada Catherinettes leta 1891 in pridobitvijo parcele Perrigault. Leta 1901 je projektant Blin, rekonstruiral cesto, ki je omogočala premagati strmino terena in razviti monumentalen vhod (danes Trg de la Motte) .
V dvajsetem stoletju so bile narejene nekatere manjše prilagoditve, kot dodatki kovanih vrat na vhodu v Pariško ulico, v Emmanuel Le Ray leta 1912 in Grignan Avenue leta 1926, kot tudi ustvarjanje zverinjaka leta 1930. Po uspehu Maurepas parka, so leta 1936 ustvarili del kot igrišče za rekreacijo in v Thabor park namestili ustrezno opremo.
Med bombardiranjem 29. maja 1943 je bomba padla v del parka, kar je terjalo smrt 25 ljudi. 17. julija 1944 se je ta scenarij ponovil in spet je bilo ubitih 25 ljudi. 
Južno od botaničnega in rožnega vrta, so bili leta 1936 zgrajeni občinski rastlinjaki imenovani vojvodinja Anna, da bi zadovoljili potrebe vrtnarjev za rastlinami, saj je bila Oranžerija premajhna. Leta 2002 je mesto Rennes centraliziralo hortikulturni center Champeaux za pridelavo rastlin za vse parke in vrtove v Rennesu. Rastlinjake vojvodinje Anne so porušili v začetku leta 2005.

## Načrt
10 ha in 62 arov velik javni park Thabor je sestavljen iz dveh področij - kvadrata Du Guesclin in L’enfer (Pekel) na zahodu - francoski vrt pred Oranžerijo na severu, velik pokrajinski vrt v osrednjem in južnem delu, zaključi pa se z botaničnim in rožnim vrtom proti vzhodu.
Legenda:
- svetlo modro:	     Kare Du Guesclin.
- rdeče:	     L’enfer.
- oker:	             Francoski vrt.
- rumeno:	     Botanični vrt in rozarij.
- svetlo zeleno:     Urejen vrt Denisa Bühlerja.
- temno zeleno:	     Catherinettes.

## Galerija slik
- L’Enfer leta 2008.
- Le Tireur d’épine.
- L’Amour prenant un papillon sur une rose.
- Vzhodna promenada l’Enfer..
- Vrtiljak pred l’Enfer.
- Doprsni kip bradati mož, kopija iz Louvra v Versaillesu
- Stoječa ženska, kopija iz Louvra v Versaillesu
- Favn s flavto, kopija iz Louvra v Versaillesu
- Ugrabitev Evridike, Charles Lenoir
- Lov Diane, Charles Lenoir
- Spominska stela Charlesa Lenoirja